# Арсеньев, Николай Сергеевич (философ)
Никола́й Серге́евич Арсе́ньев (16 (28) мая 1888, Стокгольм, Швеция — 18 декабря 1977, Си Клифф, близ Нью-Йорка) — русский религиозный философ, славист, историк религии и культуры, поэт, белый эмигрант, коллаборационист, общественный и политический деятель русского зарубежья, деятельный сторонник экуменизма.

## Ранние годы
Родился в 1888 году в Стокгольме в семье дипломата Сергея Васильевича Арсеньева и Екатерины Васильевны Шеншиной (1858—1938). Внук Василия Сергеевича Арсеньева.
Окончил Московский Императорский лицей Цесаревича Николая (1905?; золотая медаль) и историко-филологический факультет Московского университета (1910). Совершенствовался в Мюнхенском университете, Фрайбургском университете, Берлинском университете.
С 1912 года работал при кафедре западноевропейской литературы Московского университета; приват-доцент кафедры западноевропейских литератур Московского университета (1914).
Во время Первой мировой войны служил уполномоченным Красного Креста (1914—1916).
С сентября 1916 года возобновил работу в Московском университете, в 1917 году входил в редакционный комитет издательства преподавателей университета. Одновременно читал курсы по культуре и литературе средних веков и эпохи Возрождения на Высших женских курсах и в Народном университете им. А. Л. Шанявского.
В 1917 году в период октябрьского вооружённого восстания в Москве поехал на Дон торопить казаков идти на выручку законной власти. Во время формирования Добровольческой армии на Дону входил в состав отделения Политического отдела при штабе генерала М. В. Алексеева, в котором занимался агитацией за армию и пропагандой её целей. В феврале 1918 года, в момент вынужденного ухода армии из области Войска Донского в поход, названный Ледяным, военные старались не брать с собой гражданских, и Арсеньеву 24 февраля пришлось покинуть Новочеркасск. Через Царицын он со спутниками (П. Б. Струве, Г. Н. Трубецким и его сыном Константином) пробрался к началу марта в Москву. После — профессор кафедры романо-германской филологии Саратовского университета (1918—1920), читал курсы также по кафедре философии. По его инициативе была образована кафедра сравнительной истории религий.

## Эмиграция
В 1919 году был дважды арестован. Опасаясь очередного ареста, в марте 1920 года нелегально перешёл польскую границу. После недолгого пребывания в Варшаве и Берлине обосновался в Кёнигсберге. Делегат Российского Зарубежного съезда 1926 года. В 1933 году выкупил у властей СССР свою мать и сестёр.
До 1944 года был профессором по русской культуре и истории русской духовной жизни Кёнигсбергского университета. Выступал с лекциями в Русском научно-исследовательском институте и в Религиозно-философской академии в Берлине. Во время Второй мировой войны давал у себя приют бывшим военнопленным, гражданам СССР, оказавшимся в Кёнигсберге.
Одновременно в 1926—1938 годы занимал должность профессора православного богословского факультета Варшавского университета. Читал лекции в Оксфордском, Кембриджском, Лондонском университетах. Сотрудничал в качестве автора в основанном Н. А. Бердяевым журнале «Путь», а также других периодических изданиях.
27-28 октября 1931 года участвовал в православно-старокатолической конференции в Бонне, где представлял Польскую православную церковь.
Участвовал в экуменическом движении. Член Палаты Всемирного союза христианских церквей. Сотрудничал с католическим центром «Восточно-христианский очаг» в Брюсселе и действовавшем при нём русскоязычным издательством «Жизнь с Богом», где были опубликованы его книги: «Единый поток жизни» (1973. 298 с.), «О Достоевском» (1972. 64 с.) и «О жизни преизбыточествующей» (1986. 277 с.).
Совместно с Ириной Михайловной Посновой и протопресвитером Валентом Роменским участвовал в подготовке и трансляции радиопередач для советских радиослушателей «Мир и свет жизни» выходивших на частотах Монте-Карло. Преподавал в католических учебных заведениях: Русском центре имени Владимира Соловьёва при Фордемском католическом университете, а также в Парижском и Монреальском католических университетах. Состоял в переписке с иезуитом Станиславом Тышкевичем. Документы об этом имеются в архивном фонде при центре «Христианская Россия» в Сериате, Италия.
Сотрудничал с властями Третьего рейха: в 1941—42 годах Арсеньев служил переводчиком с русского на немецкий в чине зондерфюрера в Кёнигсберге. До 1944 года преподавал историю русского богословия на Теологическом факультете Кёнигсбергского университета и служил под ведомством немецкого Имперского министерства науки, воспитания и народного образования.

## Поздние годы
В 1945—1947 годах жил в Париже, читал лекции в Сорбонне и Католическом университете. Также преподавал в Богословском институте Святого Дионисия.
В 1947 году обосновался в США при помощи Толстовского фонда (тем самым избежал выдачи СССР), преподавал в Свято-Владимирской духовной семинарии, при Колумбийском университете в Нью-Йорке, читал лекции по истории церкви в Монреальском университете. Был председателем Русской академической группы в США в 1971—1977 годах и одним из основателей «Записок русской академической группы в США».

## Увековечение памяти в Калининграде
В течение 2011—2012 годы Совет по культуре при губернаторе Калининградской области несколько раз обсуждал макет мемориальной доски, которую было предложено разместить на доме 3 по ул. Чапаева в Калининграде. В декабре 2012 году текст надписи на доске был утверждён: «В этом доме с 1933 по 1944 год жил философ, культуролог и поэт Николай Сергеевич Арсеньев (1888—1977)».
К этому времени многие детали биографии Арсеньева уже были известны прежде всего благодаря его книге воспоминаний «Дары и встречи жизненного пути». В мемуарах Арсеньев ничего не рассказал об обстоятельствах своей жизни в Кёнигсберге при нацистах. Однако в январе 2013 году историк Игорь Петров опубликовал в своём блоге архивные документы, свидетельствующие о том, что Н. С. Арсеньев осенью 1941 году в качестве добровольца поступил на службу вермахта. В своём отчёте о посещении лагеря для военнопленных (Дулаге) в посёлке Волосово под Ленинградом сотрудник айнзацштаба Вундер упоминает о службе Арсеньева как зондерфюрера (переводчика). По всей видимости, вскоре после встречи с Вундером Арсеньев вернулся в Кёнигсберг, где продолжил работу в университете. Также были опубликованы копии документов, свидетельствующие о том, что профессор Н. С. Арсеньев числился зондерфюрером в вермахте по крайней мере до весны 1942 г.
Позднее И.Петровым была опубликована также учётная карточка Арсеньева из архива рейхсминистерства науки, воспитания и народного образования, из которой становится известно, что он ещё в июле 1933 вступил в штурмовой отряд (СА) и состоял кандидатом в штурмовики по февраль 1934 г.
После этих публикаций в региональных СМИ появилась информация о том, что исполнение решения об установке мемориальной доски Н. С. Арсеньеву было приостановлено вплоть до выяснения обстоятельств пребывания учёного в Кёнигсберге.
Дискуссия о целесообразности увековечения памяти Арсеньева в Калининграде далека от своего завершения. Тема получила освещение не только в региональных, но и в федеральных средствах массовой информации.

## Сочинения
Автор около 40 книг и множества статей по богословию, философии, истории религий, античности, средним векам, эпохе Возрождения и современности.
- В поисках Абсолютного Бога. — Москва, 1910.
- Плач по умирающем Боге. — Москва, 1912.
- Платонизм любви и красоты в литературе эпохи Возрождения // Журнал Министерства народного просвещения. — 1913, январь и февраль.
- Античный мир и раннее христианство. — Берлин, 1922.
- Жажда подлинного бытия. — Берлин, 1922.
- Современные течения в католицизме и протестантизме в Германии. // Путь. — 1925. — № 1. — С. 161—168
- Об избыточествующей жизни. // Путь. — 1926. — № 3. — С. 148—149
- Пессимизм и мистика в Древней Греции. // Путь. — 1926. — № 4. — С. 88-102
- Пессимизм и мистика в Древней Греции. // Путь. — 1926. — № 5. — С. 67-86
- О духе нашего времени (По поводу последних статей Н. А. Бердяева).// Путь. — 1927. — № 6. — С. 102—104
- О современном положении христианства // Путь. — 1927. — № 7. — С. 99—106. Отд. издание — Варшава, 1927.
- Лозанская конференция. // Путь. — 1928. — № 10. — С. 102—111
- О литургии и таинстве Евхаристии. — П., 1928, 60 с.
- Die russische Literatur der Neuzeit und Gegenwart. 1929.
- Религиозные съезды в Ньюкастле и Камбридже// Путь. — 1930. — № 20. — С. 88-92
- Религиозное движение молодежи в Германии// Путь. — 1930. — № 23. — С. 110—119
- Bloch. Priester der Liebe. Die Welt der Chassidim.// Путь. — 1930. — № 29. — С. 93—94
- Православие, католичество и протестантизм. — П., 1930, 200 с.
- Движение к единению христианских церквей и проблема современного мира.// Путь. — 1931. — № 31. — С. 76-88
- Об общении с Англиканской Церковью.// Путь. — 1932. — № 33. — С. 44—51
- Современное англиканское богословие.// Путь. — 1932. — № 35. — С. 69—82
- Из жизни Духа. — Варшава, 1935.
- Das heilige Moskau. 1939.
- Православие. Католичество. Протестантизм. 2-е изд. — Париж, 1948.
- Святая Москва. — Париж: Éditions du Cerf, 1948. — 152 с.[16]
- Духовные традиции русской семьи.// Православие в жизни. — 1953. — С. 213—239
- Из русской культурной и творческой традиции. — Франкфурт-на-Майне, 1959.
- Преображение мира и жизни. Нью-Йорк: Издание Русского православного богословского фонда 1959 г.
- О Жизни Преизбыточествующей. — Брюссель, 1966.
- О Достоевском. — Брюссель, 1972.
- Единый поток жизни. К проблеме единства христиан. — Брюссель, 1973.
- Дары и встречи жизненного пути. — Франкфурт-на-Майне, 1974.
- О красоте в мире. — Мадрид, 1974.
- О некоторых основных темах русской религиозной мысли 19-го века. // Русская религиозно-философская мысль XX века. — 1975. — C. 18-36
- Александр Чичерин-9 стр
- Проблема страдания и искупления. // Вестник РСХД. — 1954. — № 33. — С. 9-13
- О Логосе Божием. // Вестник РСХД. — 1956. — № 41. — С. 22-27